# BMW R 39
BMW R39 – pierwszy jednocylindrowy motocykl produkowany od 1925 do 1927 jednocylindrowy motocykl firmy BMW.

## Historia
R39 został zaprezentowany na Wystawie motoryzacyjnej w Berlinie w grudniu 1924. Już w 1925 Jozef Stelzer zdobył mistrzostwo Niemiec w klasie 250 cm³. Ponieważ konstrukcja była zbliżona do dwucylindrowego R37 był on drogim motocyklem. Sprzedano tylko 855 sztuk w cenie 1870 Reichmarek. W 1927 produkcję zawieszono. 

## Konstrukcja
Jednocylindrowy silnik górnozaworowy o pojemności 247cm³ i mocy 6,5 KM. Zasilanie poprzez 6 woltową prądnicę o mocy 330 W. Suche sprzęgło jednotarczowe połączone z 3-biegową ręcznie sterowaną skrzynią biegów. Napęd koła tylnego wałem Kardana. Rama rurowa ze sztywnym zawieszeniem tylnego koła.